# トーマス・プラーガー
トーマス・プラーガー（Thomas Prager、1985年9月13日 - ）はオーストリア出身の元同国代表サッカー選手。ポジションはミッドフィルダー。
オーストリアのアマチュアクラブでプレーしていたプラーガーをオランダ・エールディヴィジに属するSCヘーレンフェーンのスカウトが発掘。18歳でオランダへ移籍。2年後にはトップチームのレギュラーとなった。
オーストリア代表にも招集され、2006年から定期的に試合出場を果たしていたが、2007年9月より招集されていなかった。2008年2月のドイツ代表戦で半年振りの代表復帰を果たした。